# Erich Eyck
Pour les articles homonymes, voir Eyck.
 (mai 2025).
Erich Eyck (né le 7 décembre 1878 à Berlin et décédé le 23 juin 1964 à Londres) est un juriste et historien allemand.

## Biographie
Eyck est issu d'une famille bourgeoise, libérale et juive. Il étudie le droit, la gestion administrative et l'histoire à Berlin puis à Fribourg-en-Brisgau. Il achève ses études en 1904 avec une thèse portant les  Vereinstag Deutscher Arbeitervereine. De 1906 à 1937 il travaille en tant qu'avocat. En 1910 il se marie à Hedwig, née Kosterlitz. Ils ont ensemble 2 enfants.
Eyck rejoint le parti progressiste allemand, il voit en effet en Friedrich Naumann et Theodor Barth (de) de vrais leaders. À côté de son métier d'avocat, il devient journaliste politique de 1915 à 1933. Il ne participe pas à la Première Guerre mondiale pour raison de santé, durant cette période il travaille au journal de gauche Die Hilfe (l'aide), dirigé par Theodor Heuss. Il tient également un temps la colonne juridique du Vossische Zeitung. Après la guerre il devient membre du parti démocrate allemand, un parti de gauche libéral. Il fait partie du conseil municipal du quartier de Charlottenburg de 1915 à 1920.
En 1919, il publie son premier essai historique : Des deutschen Bürgertums Schicksalsstunde (l'heure du destin de la bourgeoisie allemande). En 1924 suit le livre Monarchie Wilhelm II., à propos de Guillaume II, qui est également traduit en anglais. En 1926, il publie sur la justice cette fois Krise der deutschen Rechtspflege (crise du système judiciaire allemand).
En 1937, ses origines juives le poussent avec sa famille à l'exil en Grande-Bretagne. Ils vivent d'abord de la pension que reçoit sa femme. Pendant cette période, Eyck se consacre à ses études historiques. En 1938, il publie une biographie sur William Ewart Gladstone.
Par la suite, Eyck publie une biographie en 3 tomes, publiés entre 1941 et 1944, sur Otto von Bismarck: Bismarck. Leben und Werk. Elle est originale dans le sens où c'est la première à ouvertement critiquer le chancelier allemand, jusqu'alors glorifié pour son rôle dans l'unification allemande. Ses thèses créent la polémique dans le milieu universitaire et donnent un nouvel élan aux recherches sur Bismarck. Eyck défend notamment le point de vue que l'unité allemande se serait faite avec ou sans Bismarck. Il lui reproche également ses méthodes machiavéliques, et le tient pour responsable de l'échec de l'instauration d'une démocratie en Allemagne.
Il concentre ses recherches par la suite sur le parlementarisme anglais avec Die Pitts und die Fox. En 1948 parait son travail sur le régiment personnel de Guillaume II. En 1950, parait le livre Bismarck und das deutsche Reich et en 1951 une histoire politique de l'Angleterre depuis la Magna Carta.
Le premier tome de Geschichte der Weimarer Republik (histoire de la république de Weimar) est publié en 1954, le second en 1957. Il y utilise notamment des sources jusqu'alors inédites. En 1963, il fait le portrait des parlementaires allemands ayant eu le plus d'influence dans Auf Deutschlands politischem Forum.
Eyck était un historien à l'extrême gauche du centre, son travail a eu une influence sur l'étude de l'histoire à partir des années 1960. Pour son travail, il reçoit des mains de son ami Theodor Heuss, la croix de commandeur de l'Ordre du Mérite de la République fédérale d'Allemagne en 1953.

## Œuvre
- (de) Gladstone, Zürich- Erlenbach, Rentsch, 1938
- (de) Bismarck, t. 3, Zürich- Erlenbach, Rentsch, 1941-1944
- (de) Die Pitt's und die Fox : Väter und Söhne. Zwei Paar verschlungener Lebensläufe, Zürch-Erlenbach, Rentsch, 1946
- (de) Bismarck after fifty years : Historical Association, Londres, George Philip and Son, 1948
- (de) Geschichte der Weimarer Republik : Vom Zusammenbruch des Kaisertums bis zur Wahl Hindenburgs, Zürich- Erlenbach, Rentsch, 1954
- (de) Geschichte der Weimarer Republik : Von der Konferenz von Locarno bis zu Hitlers Machtübernahme, Zürich- Erlenbach, Rentsch, 1956
- (de) Bismarck und das Deutsche Reich, Zürich- Erlenbach, Rentsch, 1955